# Bad for You Baby
Bad for You Baby est le dernier album studio enregistré par le guitariste de blues-rock nord-irlandais Gary Moore. Il a été publié en 2008 sur le label Eagle Rock.
Plus rock que l’album précédent Close as You Get, Bad for You Baby, a été classé numéro deux du Top Blues Albums aux États-Unis et 101 du UK Album Charts au Royaume-Uni.
En majorité composé de titres écrits par Gary Moore, l’album inclut également quelques  reprises de grands artistes de blues comme Walkin 'Thru the Park et Someday Baby de Muddy Waters, I Love You More Than You’ll Ever Know de Blood, Sweat & Tears et Mojo Boogie JB Lenoir.
Otis Taylor et sa fille Cassie participent aux chœurs en tant qu’invités sur le titre « Holding on ».

## Liste des titres
| 1.  | Bad for You Baby                      | 2:55  |
| 2.  | Down the Line                         | 2:55  |
| 3.  | Umbrella Man                          | 3:36  |
| 4.  | Holding On                            | 3:45  |
| 5.  | Walkin' Thru the Park                 | 2:58  |
| 6.  | I Love You More Than You'll Ever Know | 10:34 |
| 7.  | Mojo Boogie                           | 3:34  |
| 8.  | Someday Baby                          | 3:35  |
| 9.  | Did You Ever Feel Lonely?             | 6:10  |
| 10. | Preacher Man Blues                    | 5:53  |
| 11. | Trouble Ain't Far Behind              | 9:34  |

Bonus Track
| 12. | Picture on the Wall |  |

## Personnel
- Gary Moore - vocaux, guitare, harmonica
- Vic Martin - claviers
- Pete Rees - basse
- Sam Kelly - batterie
- Invités : Otis Taylor et sa fille Cassie Taylor- chœurs